# Liang Yushuai
Liang Yushuai (10 de setembro de 2000) é um taekwondista chinês.

## Carreira
Em 2019, ele ganhou a medalha de prata na prova de 58 kg nos Jogos Mundiais Militares realizados em Wuhan, China. Ele ganhou a medalha de ouro no evento peso galo masculino no Campeonato Mundial de Taekwondo de 2022, realizado em Guadalajara, México. Ele também ganhou a medalha de prata em seu evento no Campeonato Asiático de Taekwondo de 2022, realizado em Chuncheon, Coreia do Sul.
Nos Jogos Olímpicos de Verão de 2024, em Paris, conquistou a medalha de bronze na categoria de até 68 kg masculino.